# Радуле Јеврић
Радуле Јеврић (Коњуси, код Берана, 1911 — Грачаница, код Андријевице, новембар 1942) био је учесник Народноослободилачке борбе и народни херој Југославије.

## Биографија
Рођен је 1911. године, у селу Коњусима код Берана, у сељачкој породици. Основну школу завршио је у Коњусима, а гимназију у Беранама. Од 1935. године, када долази до јачања КПЈ и СКОЈ-а у горњем Полимљу, прикључио се акцијама које је водила КПЈ. За члана КПЈ био је примљен 1938. године. Није имао средстава да студира, а службу није могао да добије те се до рата бавио земљорадњом.
После капитулације Југославије у Априлском рату 1941, организовао је прикупљање оружја и вршио припреме за оружани устанак. Јуна месеца 1941, по одлуци Месног комитета КПЈ, формирани су герилски борбени одреди на читавој територији андријевичког среза. Јеврић је организовао Коњуски одред (од 18 бораца) и постао његов први командир.
У Тринаестојулском устанку 1941. учествовао је у борбама за ослобођење Андријевице и касније у одбрани слободне територије. Када је 21. јула у Андријевици образован Срески националноослободилачки одбор, ушао је у његов састав.
У јесен 1941, био је активан на обнављању и омасовљењу организација КПЈ на терену андријевичког среза, реорганизацији герилских одреда и њиховом припремању за нове борбе против окупатора и домаћих сарадника. Септембра исте године, на месној партијској конференцији андријевичког среза био је изабран за члана МК. Када је 11. новембра 1941. године, одлуком Главног штаба за Црну Гору, Боку и Санџак, био формиран Комски партизански одред, постао је његов замјеник команданта и на тој дужности остао све до пролећа 1942. године. Маја 1942, као члан МК, био је враћен, по директиви, на илегални партијски рад на терен Андријевичког среза. Током лета и у јесен исте године радио је на обнављању партијских организација, окупљао је симпатизере НОП-а, и припремао нове борце за партизанске јединице. Са групом илегалних партијских радника и искусних руководилаца из устанка, организовао је и рад неких сеоских народноослободилачких одбора.
Новембра 1942. са још два друга илегално је дошао у село Грачаницу, да обиђе партијску организацију и илегалце. Домаћин код кога су заноћили обавестио је четнике, који су јаким снагама опколили кућу у намери да ухвате Јеврића. Илегалци су одбили предају. Радуле је јурнуо из опкољене куће, покушавши да отме пушкомитраљез четнику који је био на стражи испред куће. У том су се тренутку на њега обрушили остали четници. Погинуо је у борби заједно са својим саборцима.
Указом председника Федеративне Народне Републике Југославије Јосипа Броза Тита, 27. новембра 1953. године, проглашен је за народног хероја.